# 何鍾相
何鍾相，贵州遵義人，清朝政治人物，同進士出身。

## 生平
同治十三年（1874年）甲戌科進士，三甲六十八名，后官四川江津縣知縣。